# Okres Sokolov

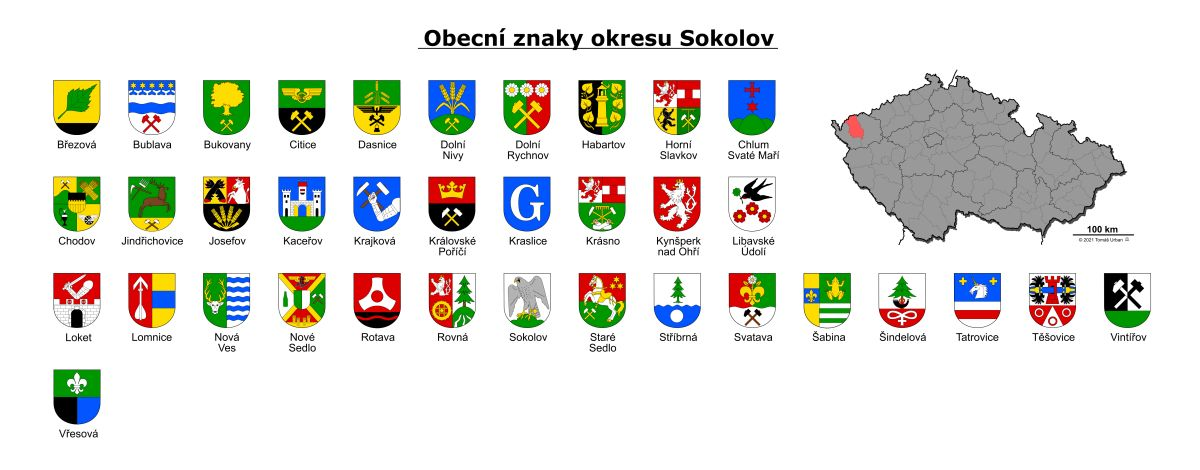
Přehled obecních znaků okresu Sokolov

Okres Sokolov je okres v Karlovarském kraji. Jeho dřívějším sídlem bylo okresní město Sokolov.
Sousedí s karlovarskými okresy Cheb a Karlovy Vary. Jeho severozápadní hranice tvoří státní hranicí s Německem.

## Struktura povrchu
K 31. prosinci 2003 měl okres celkovou plochu 753,59 km², z toho:
- 27,25 % zemědělských pozemků, které z 24,01 % tvoří orná půda (6,54 % rozlohy okresu)
- 72,75 % ostatní pozemky, z toho 69,65 % lesy (50,67 % rozlohy okresu)

## Demografické údaje
Data k 30. červnu 2005:
| Popis          | Celkem | Ženy           | Muži           |
| -------------- | ------ | -------------- | -------------- |
| počet obyvatel | 93 416 | 47 190 50,52 % | 46 226 49,48 % |
| průměrný věk   | 37,7   | 39,0           | 36,4           |

- hustota zalidnění: 124 ob./km²
- 80,13 % obyvatel žije ve městech

### Zaměstnanost
(2003)
| Počet obyvatel se stálým zaměstnáním | 22 376    |
| Průměrný plat                        | 14 945 Kč |
| Nezaměstnaných                       | 6 594     |
| Míra nezaměstnanosti                 | 13,14 %   |

### Školství
(2003)
| Druh školy                     | Počet škol |
| ------------------------------ | ---------- |
| Mateřské školy                 | 45         |
| Základní školy                 | 34         |
| Gymnázia                       | 2          |
| Střední školy průmyslové školy | 7          |
| Střední odborná učiliště       | 4          |
| Vyšší odborné školy            |            |

### Zdravotnictví
(2003)
| Lékaři                          | 245 |
| Nemocnice                       | 1   |
| Specializovaná léčebná zařízení | 1   |
| Zubní lékaři                    | 36  |
| Lékárny                         | 16  |

### Zdroj
- Český statistický úřad

## Silniční doprava
Okresem prochází dálnice D6 a silnice I. třídy I/6 a I/20.
Silnice II. třídy jsou II/181, II/208, II/209, II/210, II/212, II/218, II/222 a II/230.

## Železniční doprava
Okresem prochází železniční tratě : Chomutov–Cheb, Karlovy Vary – Mariánské Lázně, Nové Sedlo u Lokte – Krásný Jez, Sokolov–Zwotental. 

## Seznam správních obvodů obcí s rozšířenou působností
Okres se skládá ze dvou správních obvodů obcí s rozšířenou působností, které jsou shodné se správními obvody obcí s pověřeným úřadem:
- Sokolov
- Kraslice

## Seznam obcí a jejich částí

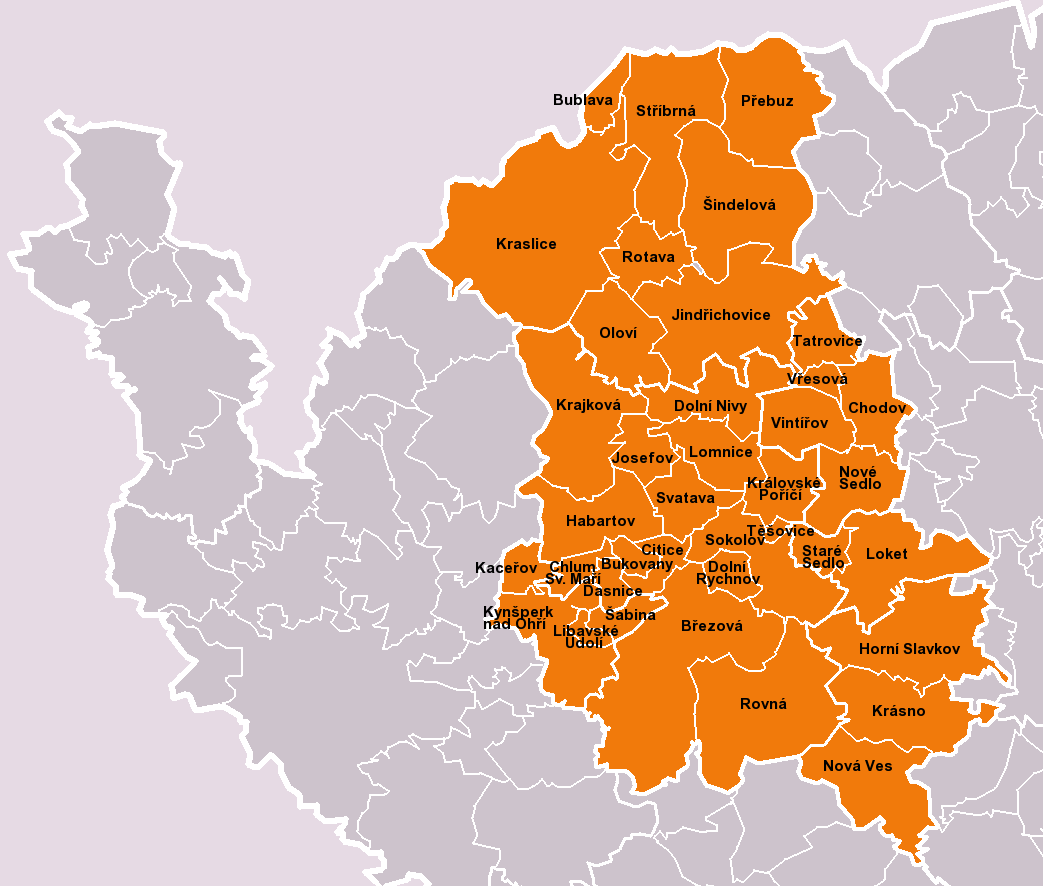
Rozsah okresu Sokolov s vyznačenými hranicemi a názvy obcí dle stavu k roku 2008

Města jsou uvedena tučně, městyse kurzívou, části obcí malince.
Březová (Arnoltov • Kamenice • Kostelní Bříza • Lobzy • Rudolec • Tisová) •
Bublava •
Bukovany •
Citice (Hlavno) •
Dasnice •
Dolní Nivy (Boučí • Horní Nivy • Horní Rozmyšl) •
Dolní Rychnov •
Habartov (Horní Částkov • Kluč • Lítov • Úžlabí) •
Horní Slavkov •
Chlum Svaté Maří •
Chodov (Stará Chodovská) •
Jindřichovice (Háj) •
Josefov (Hřebeny • Luh nad Svatavou • Radvanov) •
Kaceřov (Horní Pochlovice) •
Krajková (Anenská Ves • Bernov • Dolina • Hrádek • Květná • Libnov) •
Královské Poříčí (Jehličná) •
Kraslice (Černá • Čirá • Hraničná • Kámen • Kostelní • Krásná • Liboc • Mlýnská • Počátky • Sklená • Sněžná • Tisová • Valtéřov • Zelená Hora) •
Krásno •
Kynšperk nad Ohří (Dolní Pochlovice • Dvorečky • Chotíkov • Kamenný Dvůr • Liboc • Štědrá • Zlatá) •
Libavské Údolí •
Loket (Dvory • Nadlesí • Údolí) •
Lomnice (Týn) •
Nová Ves (Louka) •
Nové Sedlo (Chranišov • Loučky) •
Oloví (Hory • Nové Domy • Studenec) •
Přebuz •
Rotava (Smolná) •
Rovná (Podstrání) •
Sokolov (Hrušková • Novina • Vítkov) •
Staré Sedlo •
Stříbrná •
Svatava •
Šabina •
Šindelová (Krásná Lípa • Obora) •
Tatrovice •
Těšovice •
Vintířov •
Vřesová

## Řeky
- Ohře
- Svatava
- Teplá
- Rolava
- Rotava